# 36e régiment d'infanterie coloniale
Le 36e régiment d'infanterie coloniale est une unité de l'armée française créé en août 1914 et rattaché au 6e régiment d'infanterie coloniale.

## Création et différentes dénominations
- 7 août 1914 : constitution du 36e régiment d'infanterie coloniale
- 10 novembre 1916 : dissolution

## Chef de Corps
- du 7 août 1914 au 25 août 1914 : Lieutenant-colonel Charles Paul Isidore Mouret[Note 1].
- du ? au 10 novembre 1916 : colonel Garnier

## Historique

### Première Guerre mondiale

#### Affectation
Création et casernement en 1914 à Lyon
- août 1914 - juin 1915 : 74e Division d'Infanterie, 147e Brigade d'Infanterie, stationnement de la brigade à Chambéry aux ordres du Général Durupt le 3 août 1914.
- juin 1915 - novembre 1916 : 16e Division d'Infanterie Coloniale.

#### 1914
Constitué à 2 bataillons le 36e régiment d'infanterie coloniale quitte Lyon le 7 août 1914 sous les ordres du lieutenant-colonel Mouret.
Désigné pour faire partie de l'armée des Alpes (74e division), il débarque à Saint-Pierre-d'Albigny en Savoie. Après avoir eu l'assurance que l'Italie ne marchera pas aux côtés de l'Allemagne, l'armée des Alpes est dissoute et 36e colonial est embarqué le 21 août à Montmélian et débarque en Lorraine dans la nuit du 21 au 22 août dans le cadre de la bataille des Frontières.
Après les défaites de Morhange l'armée du prince Rupprecht de Bavière franchit la Meurthe, atteint la Mortagne et cherche à forcer le passage par la trouée de Charmes.
Le 25 août, le régiment reçoit le baptême du feu en attaquant en direction d'Einvaux, mais repéré par l'artillerie ennemie, il subit de lourdes pertes et le régiment est contraint de refluer sur Brémoncourt. Le lieutenant-colonel Mouret, est mortellement atteint durant cette action.
Reformé, le régiment attaque à nouveau le 28 août au sud de Gerbéviller pour forcer le passage de la Mortagne. C'est la bataille de Gerbéviller qui se déroule pendant la bataille de la trouée de Charmes. Il poursuit l'attaque, le 29 passe la rivière, mais se fait décimer sur les pentes par des feux d'enfilade.

Le lendemain, 6 compagnies du 36e colonial, profitant du brouillard, attaquent en direction de Fraimbois les positions allemandes (bois du Haut, de la Paxe, bois des Rappes, bois du Four), retranchées aux lisières sud de ces bois. Mais ces unités sont surprises en formation de manœuvre au moment où le brouillard se dissipe. Les pertes sont énormes, environ 1 200 hommes dont plus de 400 sont tués. Tous les officiers sont portés disparus. Quelques hommes ramènent miraculeusement le drapeau et ce qui reste du régiment suffit à peine pour former un bataillon, qui est incorporé le 7 septembre au 229e RI.
Avec ce régiment, il prend part dans la région de Méménil aux opérations qui aboutissent à la délivrance de Lunéville et fait son entrée le 13 septembre 1914 dans la ville. Il s'initie aux premiers travaux de la guerre de tranchées, et s'installe définitivement le 15 septembre dans la région de Sionviller face à la forêt de Parroy.
Le 5 octobre 1914, le 36e régiment d'infanterie coloniale est reconstitué à l'aide d'un renfort 777 hommes et 12 sous-officiers.
Le 26 octobre, il prend part à une forte reconnaissance offensive qui pousse dans la direction de Bezange jusqu'au territoire annexé, et procure de nombreux prisonniers. Après un repos à Sommerviller, il tient un secteur au nord du canal de la Marne au Rhin, dans la région de Bathelémont-Bauzemont jusqu'au milieu de février 1915

#### 1915
Le 18 février 1915, le 36e colonial se porte par Dieulouard dans la forêt de Facq pour prendre part à l'attaque de la position Signal de Xon-Norroy, dont l'ennemi vient de s'emparer par un audacieux coup de main. C'est le 4e bataillon qui est désigné pour attaquer le signal de Xon. Encadré à droite par le 22e RI attaquant Norroy, à gauche par un groupe de couverture du 18e chasseurs. Malgré l'artillerie ennemie qui fait subir au bataillon des pertes sérieuses l'attaque est un succès brillant.
Le régiment arrive le 30 juin au Bois-Le-Prêtre dans le secteur de Fey-en-Haye, et monte en ligne le 1er juillet.
 Le même jour commence la préparation d'artillerie initiant une attaque ennemie. Le bombardement devient de plus en plus violent et le 4 juillet l'ennemi attaque le «Quart-en-Réserve et l'Eperon». Les 3 compagnies du 36e colonial en secteur à l'Eperon sont anéanties après des prodiges d'héroïsme, et après avoir fait subir à l'ennemi des pertes terribles. Une contre-attaque permet de reconquérir la plus grande partie du terrain perdu. Jusqu'au 30 juillet, les bombardements, attaques et contre-attaques se succèdent sans trêve. Les pertessont lourdes. Le régiment éprouvé est ramené au repos dans la région de Liverdun. Mais la tentative de l'ennemi de percer en direction de Pont-à-Mousson est enrayée.
Pendant le mois d'août, et jusqu'au 12 septembre, le régiment occupe dans le Bois-Le-Prêtre  le secteur si tristement célèbre du « carrefour Mouchoir-Croix-des-Carmes ». Dans ce secteur où les tranchées adverses se touchent, c'est la lutte quotidienne à la grenade, la guerre des mines, le bombardement par l'artillerie de tranchée dont l'ennemi est largement pourvu.

Les pertes sont lourdes et dans le vaste cimetière installé au nord de Montauville les tombes du 36e colonial dressent de nombreuses croix. 
Le 18, la division coloniale est relevée de Lorraine et devient réserve du groupe d'armées de l'Est. Elle est appelée en Champagne où le régiment débarque le 3 septembre à Somme-Suippe.

La bataille de Champagne engagée le 25 septembre se poursuit victorieusement à l'Ouest, la 4e armée ayant percé le front ennemi.

Le 29 septembre, en début d'après-midi le régiment est lancé à l'attaque dans le secteur qui va de la cote 193 au chemin Perthes-Somme-Py. Mais l'ennemi s'est ressaisi, et ses renforts occupent solidement
les deuxièmes positions à contre-pente dont les tranchées sont protégées par des réseaux intacts. Malgré un entrain remarquable l'attaque est brisée sur les réseaux par un feu violent d'infanterie et de mitrailleuses.
Jusqu'au 5 octobre, la préparation reprend, l'ennemi riposte. Les pertes sont sensibles. Le 6 octobre, l'attaque est lancée au petit matin, mais les trois vagues d'assaut sont fauchées par les mitrailleuses dont le feu est infernal.
 Dans la soirée du 6, le régiment est relevé et jusqu'au 8 novembre il cantonne dans la région et monte en ligne au bois d'Hauzy.
Le 5 novembre, le régiment part pour la Main de Massiges afin de relever la 2e DIC. Le régiment tient le secteur avec repos à la cote 202 jusqu'au 10 décembre. Cette période est pénible, et peut-être la plus pénible de toutes celles supportées jusqu'alors. L'ennemi le plus terrible n'est pas l'Allemand, mais la boue, la hideuse boue de Champagne qui enlise les hommes dans les tranchées gluantes et interrompt les ravitaillements. L'ennemi est mordant et harcèle nos troupes avec des coups de mains, des torpilles, des bombardements...
Le régiment est relevé dans la nuit du 25 au 26 décembre puis il embarque à Givry le 30, et débarque le 31 dans l'Oise.

#### 1916
Jusqu'au 26 janvier, le régiment séjourne à Arsy, Canly, et Noyers-Saint-Martin.
Le 11 février, le régiment se dirige dans la Somme. Le 16 février, le régiment relève le 8e colonial dans le secteur d'Herleville (région de Foucaucourt, Vermandovillers). Le secteur est calme, le régiment reste en ligne sans incidents bien remarquables (sauf quelques canonnades et alertes) pendant
le mois de février, de mars, avril et mai. Il travaille à l'aménagement du secteur en vue de la grande offensive qui se prépare.
Le 21 avril, les 2 compagnies de mitrailleuses du régiment sont portées à 4 sections.
Le 19 mai, le 28e bataillon de tirailleurs sénégalais est rattaché au régiment, qui cantonne à Cayeux-en-Santerre. Les 1er et 2 juin, le régiment est relevé par le 26e RI et cantonne le 3 juin à Lawarde, Hallivillers, Flers-sur-Noye. Le régiment reçoit une compagnie de mitrailleuses et 100 créoles. Une grande activité règne sur le front de la Somme qui est équipé en vue de l'offensive du 1er juillet. Le 19 juin, le régiment embarque à Ailly-sur-Noye, s'arrête à Marcelcave, et va bivouaquer au Camp 59, situé à 2 km au  sud-ouest de Morcourt). Le 20 juin, il reçoit, un peloton do 3 canons de 37. Le régiment est désormais au grand complet.
Le 26, un bataillon va occuper les tranchées au sud de la Somme entre le canal et la route de Cappy-Herbécourt à l'est de l'Eclusier. Un bataillon reste à
Chuignolles et le bataillon sénégalais au camp 59. Du 28 au 30 juin, préparation de l'attaque. L'artillerie allemande riposte violemment.
Le 1er juillet, le régiment attaque. Les positions de départ sont aux lisières est du « bois de la Vache » à Frise. L'attaque orientée vers l'Est, le long du canal et des lisières sud et est de Frise a pour objectifs successifs : Garenne, Corpezat, Garenne, Bouchez, bois de Marcaucourt, lisière ouest de Feuillères (6 km. environ).

L'attaque est déclenchée à 9 heures 30 avec 2 bataillons en première ligne qui se heurte à une vive résistance dans la première ligne d'où partent des feux nourris de mitrailleuses et de mousqueterie. Malgré les pertes, cette première résistance est vaincue et tous les objectifs sont atteints si bien qu'à la nuit la mission est complètement remplie.

Le 2 juillet, l'attaque reprend, mais se heurte à des résistances sérieuses venant des lisières sud et sud-ouest du bois de Marcaucourt, mais en fin de journée, tous les objectifs sont atteints, 200 ennemis
capturés et 2 pièces de 77 enlevées.

Le 3 juillet, l'attaque est continuée sur le village de Feuillères enlevé sans coup férir, et en fin d'après-midi toute la ligne Buscourt, bois du Chapitre est enlevée. Dans la nuit les avants-postes sont poussés jusqu'à la ferme Sormont, ou 4 nouvelles pièces de 77 sont capturées à Feuillères.

Dans la nuit du 4 au 5 juillet, les 5e et 6e bataillons sont relevés par le 35e RIC. Pendant ces 4 journées d'opérations, le régiment a fait preuve des plus magnifiques qualités d'offensive, de courage et d'endurance. Il a subi des pertes sérieuses, mais il a atteint ses objectifs, et a fait prisonniers 6 officiers allemands et 400 hommes, 6 pièces de 77, 4 mitrailleuses, tout le matériel d'un parc de pionniers.
Jusqu'au 18 juillet, le régiment bivouaque au camp Exbrayat puis il monte en ligne dans le secteur La Maisonnette-Barleux, pour attaquer le 20  avec mission d'enlever le bois de Barleux et tout le terrain jusqu'aux rives de la Somme.

L'ennemi a beaucoup travaillé. Il s'est retranché et a dispersé des sections de mitrailleuses dans les récoltes. L'attaque menée sur un terrain mal préparé et mal connu, est rapidement désunie par le brouillard. malgré la prise de la tranchée ennemie de première ligne, le régiment subi de lourdes pertes et les unités d'assaut sont prises d'écharpe par des feux de mitrailleuses venant du moulin de la Maisonnette et des récoltes au nord de Barleux. Les contre-attaques ennemies se succèdent avec violence et réussissent, le 21, à repousser dans ses tranchées de départ les éléments épuisés de l'attaque.

A 13 heures un bataillon de renfort du 35e RIC reprend l'attaque qui est brisée par les feux de mitrailleuses. Il renouvelle son effort à 17 heures et s'assure un faible avantage. Ces attaques conduites avec énergie, entrain et courage occasionnent au régiment des pertes terribles : 22 officiers et 295 hommes hors de combat.
Le régiment est relevé dans la nuit du 22 au 23 juillet, il reprend le secteur Barleux-bois Achille du 10 au 15 août, travaille à l'organisation défensive sous un bombardement intense qui lui inflige des pertes sérieuses.
 Il est relevé le 16, enlevé le 20 en chemin de fer à Villers-Bretonneux et débarque dans l'Oise à Arsy et Canly.

Après un mois d'instruction et de repos, il fournit des travailleurs pour l'aménagement de la ligne avancée du camp retranché de Paris, au sud de Soissons.

Par étapes il gagne Montigny-en-Chaussée et Maigneley, puis il est transporté en autos à Fontaine-Lavaganne et Rothois où il cantonne, se repose et où les hommes sont vaccinés.
Le 28e bataillon sénégalais rejoint le 27 octobre la Côte-d'Azur. Le 27 octobre, la 10e DIC étant désignée pour l'armée d'Orient, le régiment embarque à Crèvecœur, est dirigé sur La Valbonne où il est dissous le 10 novembre.
Le 5e bataillon passe au 35e régiment d'infanterie coloniale et devient 7e bataillon.
Le 6e bataillon passe au 38e régiment d'infanterie coloniale  et devient 7e bataillon.

## Drapeau du régiment
Il porte les inscriptions :
- Lorraine 1914
- Champagne 1915